# Malasia en los Juegos Olímpicos de Múnich 1972
Malasia estuvo representada en los Juegos Olímpicos de Múnich 1972 por un total de 45 deportistas, 42 hombres y 3 mujeres, que compitieron en 6 deportes.
El equipo olímpico malasio no obtuvo ninguna medalla en estos Juegos.